# Terrance Parks
Terrance Parks (Fairburn, 14 aprile 1990) è un giocatore di football americano statunitense attualmente free agent, che gioca nel ruolo di safety. Al college giocò a football a Florida State.

## Carriera professionistica

### Kansas City Chiefs
Dopo non essere stato scelto nel Draft 2012, Parks firmò coi Kansas City Chiefs, passandovi una stagione senza mai scendere in campo.

### Hamilton Tiger-Cats
Parks firmò con gli Hamilton Tiger-Cats della Canadian Football League prima della stagione 2013, venendo svincolato prima della settimana 4 della stagione regolare.

### Seattle Seahawks
Il 7 settembre 2014, Parks firmò per fare parte della squadra di allenamento dei Seattle Seahawks. Il 1º novembre fu promosso nel roster attivo e il giorno successivo debuttò come professionista, subentrando nella partita vinta contro i Raiders.

### Houston Texans
Dopo essere stato svincolato dai Seahawks, Parks firmò con la squadra di allenamento degli Houston Texans il 26 novembre 2014.

## Statistiche
| Partite             | 1   |
| Partite da titolare | 0   |
| Tackle              | 0   |
| Sack                | 0,0 |
| Intercetti          | 0   |